# Après le bénéfice
Après le bénéfice (en russe : russe : После бенефиса ; Posle benefisa) est une nouvelle d’Anton Tchekhov, parue en 1885.

## Historique
Après le bénéfice, sous-titré Petite scène, est initialement publié dans Le Journal de Pétersbourg, no 261, du 23 septembre 1885, sous le pseudonyme A.Tchekhonte. Aussi traduit en français sous le titre Le Produit de la soirée de gala au profit de l'acteur Ounylov.

## Résumé
De retour dans sa chambre d’hôtel, l’acteur Basile Ounylov fait les comptes après la représentation à bénéfice dont il était l’heureux titulaire. Il a obtenu seize rappels et cent vingt-trois roubles. Que va-t-il en faire ?  Prêter ou plutôt donner vingt roubles à Tigrov qui est venu quémander, vingt-cinq roubles à sa sœur qui lui demande l’aumône depuis trois ans, un complet neuf pour trente roubles, aller aux bains pour un rouble, de l’insecticide pour les punaises, un pardessus pour quarante roubles. Le compte n’y est pas, mais qu’importe. Il accompagne Tigrov à la gare avec les vingt roubles qu'il lui doit, voir s’il a touché quelque chose de l’héritage de son oncle.
En attendant le train, les deux amis vont boire une bière au restaurant de la gare, puis une bouteille de vin. Ils décident que Tigrov prendra le prochain train et partent dîner au restaurant Bellevue. Après avoir payé le Bellevue, il ne reste plus rien de la soirée à bénéfice.

## Édition française
- Le Produit de la soirée de gala au profit de l'acteur Ounylov, traduit par Madeleine Durand et Edouard Parayre, Les Editeurs Français Réunis, 1955, numéro d’éditeur 431.